# Акан (мова)
Ака́н — одна з мов групи ква, поширена в центральній частині Гани.
Кількість осіб, що розмовляють мовою становить понад 5 млн (1981).
Мова являє собою групу 2 близьких підгруп діалектів:
- тві — аквапім, акем, ашанті
- фанті

Термін «акан» раніше застосовувався в науковій літературі для позначення групи споріднених мов у рамках мовної спільноти ква. За класифікацією Дідріха Вестермана та М. Браяна в неї включались 3 діалектні підгрупи:
- тві-фанті
- аньї-бауле
- гуанг

Джозеф Грінберг додав в цю групу мови метьїбо та абуре. Дослідження 1960-70-их років показали, що в групу входить приблизно 20 мов, для її визначення був застосований термін «вольта-комое».
Мови акан — характерний випадок поширення серед західно-африканських мов гармонії голосних за висотою. Голосні поділяються на 2 серії — високого та низького підйому, і всі голосні в слові повинні, як правило, належати до однієї серії. В цих мовах представлено 2 рівних тони, які мають граматичне та лексичне значення.
Іменники акан мають категорії однини та множини, категорія граматичного роду відсутня. Збереглись залишки узгоджених іменних класів. У словотворенні широко використовуються словоскладання. Для синтаксису характерний вплив серіалізації; низка дієслів у реченні слідують один за одним в одній і ті й же видово-часовій формі, виражаючи таким чином дрібні послідовності якихось дій.
Писемність на основі латинської графіки, єдина норма відсутня, і діалекти мають особисті писемні традиції. Найрозвиненіші — аквапім, фанті та ашанті.